# Arsacides
Pour les autres significations, voir Arsacides (Arménie).
 (octobre 2024).
Si vous disposez d'ouvrages ou d'articles de référence ou si vous connaissez des sites web de qualité traitant du thème abordé ici, merci de compléter l'article en donnant les références utiles à sa vérifiabilité et en les liant à la section « Notes et références ».

L'Empire parthe en -94

Les Arsacides sont la dynastie des rois parthes ayant régné sur l'Empire parthe. Fondée en 250 av. J.-C. par Arsace Ier, la dynastie conserve le trône jusqu'en 224 apr. J.-C. ; elle est remplacée par celle des Sassanides. Le dernier Arsacide ayant régné sur les Parthes est Artaban V, qui est vaincu par Ardashîr.
Une branche de la dynastie règne également sur l'Arménie jusqu'en 428.

## Contexte historique

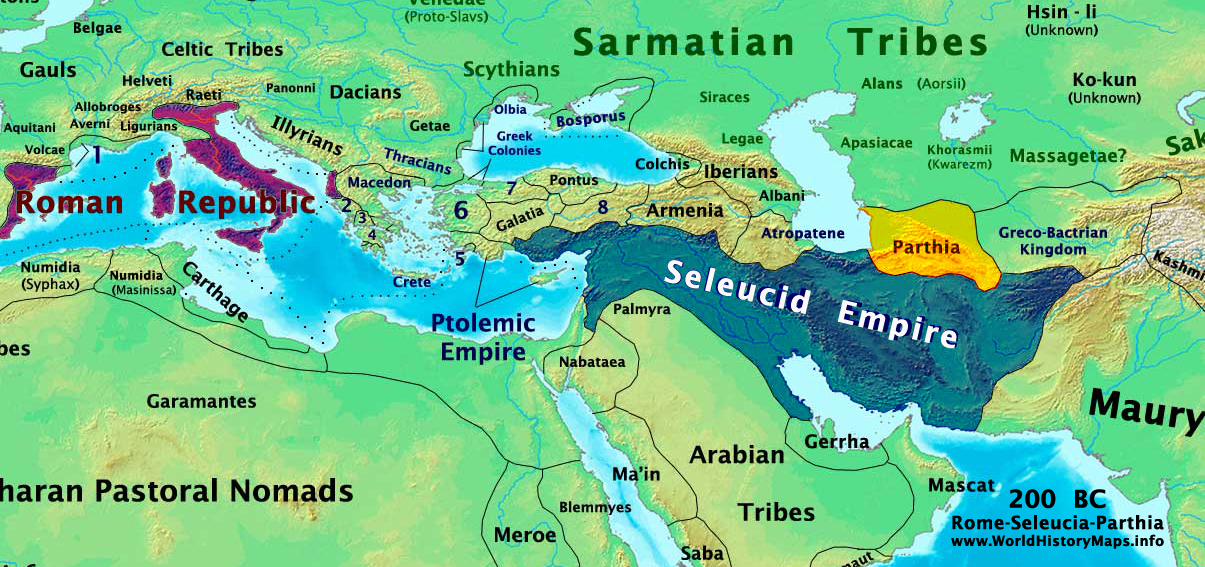
Les Parthes arsacides (en jaune), aux côtés du royaume séleucide (en bleu) et de la République romaine (en violet) vers -200

Après la conquête de l'Empire perse par Alexandre le Grand en 330 av. J.-C., la Perse (l'Iran actuelle) est constamment tiraillée entre les vieilles traditions perses et le nouveau mode de vie hellénistique, contradiction que les dirigeants  grecs ont finalement été incapables de résoudre. Les Grecs, avec leur « culture citoyenne » ne peuvent jouer qu'un rôle secondaire face aux modèles antérieurs à la conquête qui refont leur apparition, plus forts que jamais, comme le montre l'emploi persistant de la langue araméenne dans l'administration et le commerce. Les Séleucides règnent sur les terres asiatiques conquises par Alexandre ; mais ils sont à la tête d'un empire étiré à l'extrême et négligent leurs possessions perses pour leur préférer l'Anatolie et la Syrie. Les Parni, une tribu nomade scythe originaire des rives de l'Amou-Daria, tirent avantage de cette situation, avantage qui s'accroît avec la lente désintégration de l'État séleucide à la suite des querelles de succession après la mort d'Antiochos IV en 164 av. J.-C. Les autres royaumes hellénistiques en terres iranienne et indienne, comme les royaumes gréco-bactriens, subissent le même sort, balayés par les migrations des nomades Yuezhi et la montée de l'Empire kouchan.
En 247 av. J.-C., deux frères, Arsace et Tiridate, de la tribu des Parni, occupent la satrapie séleucide de Parthie, et tuent son gouverneur Andragoras. Cela préfigure les déboires de Séleucos II qui perd le contrôle de la Bactriane, dont le satrape grec Diodote (futur Diodote Ier) dirige la rébellion. Devenus les « Parthes », ces derniers restent sur la défensive pendant presque un siècle durant lequel la situation géopolitique se transforme. En 190 av. J.-C., le roi séleucide Antiochos III subit une défaite écrasante face aux Romains à Magnésie, ce qui marque l'inexorable déclin de son royaume. À la mort d'Antiochos IV Épiphane, en 164 av. J.-C., des luttes intestines éclatent au sein de la dynastie royale, laissant la voie libre aux campagnes de Mithridate Ier durant son long règne de 171 à 138 av. J.-C.
Mithridate Ier annexe les provinces de Médie, Susiane, Perside, Characène, Babylonie, Assyrie, à l'ouest et celles de Gédrosie et du Sistan, à l'est. Il s'empare aussi de Séleucie du Tigre qui est alors la deuxième plus grande ville de l'Asie occidentale. Les Parthes respectent l'autonomie et les institutions grecques de Séleucie et fondent, en face, sur la rive gauche du Tigre, la ville de Ctésiphon, capitale du nouvel empire. Sous Démétrios II Nicator, les Séleucides essaient de reconquérir les territoires perdus mais, en 139 av. J.-C., le roi perd face à la cavalerie parthe et est fait prisonnier par Mithridate Ier. Ce dernier le traite bien, lui donnant même sa fille en mariage, mais le maintient en captivité en Hyrcanie jusqu'en 128 av. J.-C.. Le Ier siècle av. J.-C. est marqué par l'effondrement des derniers vestiges des royaumes hellénistiques et la rivalité croissante avec les Romains et les Kouchans avec lesquels les Parthes entrent en conflits.

## Souverains parthes

### Avertissement

Le Proche-Orient vers -89, sous Mithridate II de Parthie et Arsace VIII.

Établir une liste des souverains parthes n'est pas chose aisée. À la différence des empires romains ou chinois, l'empire parthe n'a pas laissé de chronique historique. Les règnes des divers souverains ne sont donc connus que par les monnaies qu'ils frappent, quelques rares inscriptions, papyrus et ostraka, ainsi que par les sources historiques écrites par d'autres peuples (historiens romains et chinois). Pour les souverains ayant eu des règnes courts, la chronologie est parfois difficile à établir, et reste incertaine. À plusieurs reprises aussi le souverain en place est contesté par des concurrents, parfois soutenus par les Romains : il peut donc y avoir plusieurs rois pour une même période. Les numéros permettant de différencier les souverains parthes portant le même nom ont été attribués par les historiens modernes et contemporains, au fil de la reconstitution de l'histoire de la dynastie et de ses successions parfois mouvementées. C'est ainsi que des découvertes plus ou moins récentes — monnaies, ostraka de Nisa, inscription de l'Héraclès de Séleucie du Tigre — ont précisé des épisodes jusqu'alors inconnus de l'histoire parthe. Aussi existe-t-il plusieurs systèmes de numérotation des rois parthes. Par exemple le souverain actuellement connu comme Vologèse IV, et qui a un très long règne de 147 à 191, fut longtemps connu comme Vologèse III (car on ne comptait pas le Vologèse ayant régné vers 77-80), et il figure avec ce numéro dans la plupart des ouvrages de référence les plus anciens, et parfois encore dans des travaux récents de chercheurs peu au fait des détails de l'histoire des Arsacides (lorsqu'il est mentionné par exemple dans ses rapports à l'Empire romain).

### Liste
| Nom perse         | Nom francisé                              | Nom erroné   | Date de début de règne | Date de fin de règne | Filiation et notes                                                                           |
| ----------------- | ----------------------------------------- | ------------ | ---------------------- | -------------------- | -------------------------------------------------------------------------------------------- |
| Arshak            | Arsace Ier le Grand                       | -            | -248                   | -217                 | Fils d'un certain Phriapatios.                                                               |
| Tiridata          | Tiridate Ier                              | -            | -248                   | -217                 | Frère d’Arshak, fils de Phriapatios.                                                         |
| Arshak            | Arsace II                                 | Artaban Ier  | -217                   | -191                 | Fils d’Arshak Ier.                                                                           |
| Fryapati          | Phriapatios                               | Arsace III   | -191                   | -176                 | Petit-fils de Tiridata Ier.                                                                  |
| Frahat            | Phraatès Ier                              | Arsace IV    | -176                   | -171                 | Fils de Fryapati.                                                                            |
| Mihrdat           | Mithridate Ier le Grand ou le Philhellène | Arsace V     | -171                   | -138                 | Fils de Fryapati.                                                                            |
| Frahat            | Phraatès II                               | Arsace VI    | -138                   | -127                 | Fils de Mihrdat Ier.                                                                         |
| Arshak Nikephoroi | Arsace Nicéphore (usurpateur)             | -            | -126                   | -125                 | Arsacide d’origine inconnue.                                                                 |
| Arshak Dikaios    | Arsace Dikaïos (usurpateur)               | -            | -122                   | -121                 | Arsacide d’origine inconnue.                                                                 |
| Arawan            | Artaban Ier                               | Artaban II   | -126                   | -122                 | Fils de Fryapati.                                                                            |
| Mihrdat           | Mithridate II le Grand                    | Arsace VIII  | -122                   | -91                  | Fils d’Arawan Ier.                                                                           |
| Godarz            | Gotarzès Ier                              | Arsace IX    | -91                    | -87                  | Fils de Mihrdat II.                                                                          |
| Urud              | Orodès Ier                                | Arsace X     | -80                    | -75                  | Fils de Godarz Ier.                                                                          |
| Sanatrük          | Sanatrocès Ier                            | Arsace XI    | -87                    | -70                  | Arsacide d’origine inconnue.                                                                 |
| Frahat            | Phraatès III                              | -            | -70                    | -57                  | Fils de Sanatrük Ier.                                                                        |
| Mihrdat           | Mithridate III                            | -            | -57                    | -54                  | Fils de Frahat III.                                                                          |
| Urud              | Orodès II                                 | -            | -57                    | -38                  | Fils de Frahat III.                                                                          |
| Pakur             | Pacorus Ier                               | -            | -40                    | -38                  | Fils d’Urud II.                                                                              |
| Frahat            | Phraatès IV                               | -            | -38                    | -2                   | Fils d’Urud II.                                                                              |
| Tiridata          | Tiridate II                               | -            | -37                    | -27                  | Arsacide d’origine inconnu.                                                                  |
| Frahat            | Phraatès V                                | Phratacès    | -2                     | 4                    | Fils de Frahat IV.                                                                           |
| Musa              | Musa                                      | -            | -2                     | 4                    | Femme de Frahat IV, mère de Frahat V, régente, elle règne à la place de ce dernier.          |
| Urud              | Orodès III                                | -            | 4                      | 8                    | Arsacide d’origine inconnue.                                                                 |
| Vonun             | Vononès Ier                               | -            | 8                      | 12                   | Fils de Frahat IV.                                                                           |
| Ardawan           | Artaban II                                | Artaban III  | 10                     | 40                   | Arsacide d’origine inconnue.                                                                 |
| Tiridata          | Tiridate III                              | -            | 35                     | 36                   | Petit-fils de Frahat IV.                                                                     |
| Frahat            | Phraatès VI                               | -            | 35                     | 36                   | Fils de Frahat IV.                                                                           |
| Vardan            | Vardanès Ier                              | -            | 40                     | 47                   | Fils d’Ardawan II.                                                                           |
| Godarz            | Gotarzès II                               | -            | 41                     | 51                   | Fils d’Ardawan II.                                                                           |
| Mihrdat           | Meherdatès                                | -            | 49                     | 49                   | Fils de Vonun Ier.                                                                           |
| Vonun             | Vononès II                                | -            | 51                     | 51                   | Arsacide d’origine inconnue.                                                                 |
| Walagash          | Vologèse Ier                              | -            | 51                     | 78                   | Arsacide d’origine inconnue.                                                                 |
| Vardan            | Vardanès II                               | -            | 55                     | 58                   | Fils de Walagash Ier, il se rebelle contre lui.                                              |
| Sanabares         | Sanabarès                                 | -            | 50                     | 65                   | D’origine inconnue, origine Arsacide non-confirmée.                                          |
| Walagash          | Vologèse II                               | -            | 77                     | 80                   | Fils de Walagash Ier.                                                                        |
| Pakur             | Pacorus II                                | -            | 78                     | 105                  | Fils de Walagash Ier.                                                                        |
| Ardawan           | Artaban III                               | Artaban IV   | 80                     | 90                   | Arsacide d’origine inconnue.                                                                 |
| Walagash          | Vologèse III                              | Vologèse II  | 105                    | 147                  | Fils de Pakur II                                                                             |
| Husrow            | Chosroès Ier                              | -            | 109                    | 129                  | Fils de Pakur II                                                                             |
| Part’amaspata     | Parthamaspatès                            | -            | 116                    | 117                  | Fils de Husrow Ier.                                                                          |
| Mihrdat           | Mithridate IV                             | -            | 129                    | 140                  | Arsacide d’origine inconnu, frère probable de Husrow Ier, et donc fils probable de Pakur II. |
| Sanatrük          | Sanatrocès II                             | -            | 129                    | 140                  | Fils de Mithridate IV.                                                                       |
| Walagash          | Vologèse IV                               | Vologèse III | 147                    | 191                  | Fils de Mithridate IV.                                                                       |
| Husrow            | Khosrô II de Parthie                      | -            | 190                    | 191                  | Arsacide d’origine inconnue.                                                                 |
| Walagash          | Vologèse V                                | Vologèse IV  | 191                    | 207                  | Fils de Walagash IV                                                                          |
| Walagash          | Vologèse VI                               | Vologèse V   | 207                    | 218                  | Fils de Walagash V                                                                           |
| Ardawan           | Artaban IV                                | Artaban V    | 216                    | 224                  | Fils de Walagash V                                                                           |

## Rois d'Arménie
Des membres de la dynastie arsacide règnent également sur l'Arménie, d'abord de manière intermittente puis successivement, de 12 apr. J.-C. avec Vononès Ier jusqu'en 428 avec Artachès IV. Ce dernier roi est déposé par les Sassanides.

## Rois de Géorgie
Selon les Chroniques géorgiennes, une lignée de princes arsacides règne également sur l'Ibérie (Karthli) à partir de 189 ap. J.-C. avec Rev Ier le Juste fils d'un « Grand Roi » parthe anonyme identifié par Cyrille Toumanoff avec Vologèse V et d'une princesse autochtone.
Cette famille s'éteint avec la princesse Abechoura, fille du roi Aspagour Ier, qui épouse en 284 Mirvan III d'Ibérie, le fondateur de la dynastie dite des Chosroïdes.